# Chworościany
Chworościany – wieś w Polsce położona w województwie podlaskim, w powiecie sokólskim, w gminie Nowy Dwór.
Ostatecznie przyłączona do Polski w 1946/1947.
W Chworościanach stacjonowała strażnica WOP.
W latach 1975–1998 miejscowość administracyjnie należała do województwa białostockiego. Jest to ostatnia wieś od strony Dubaśna i Dąbrowy Białostockiej przed granicą polsko-białoruską.
Wierni kościoła rzymskokatolickiego należą do parafii św. Jana Chrzciciela w Nowym Dworze.